# Dziemionna

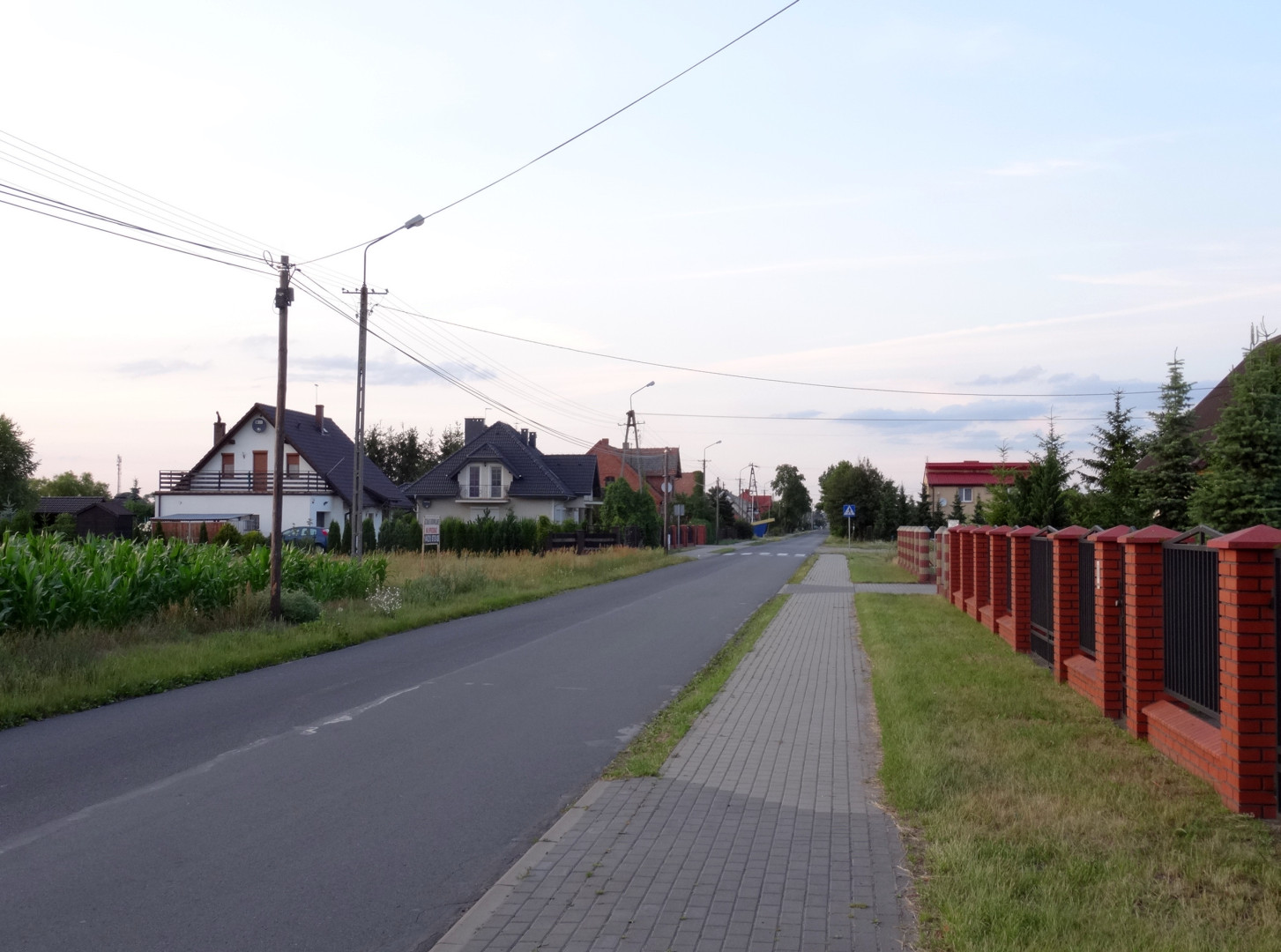
Droga z Nowej Wsi Wielkiej

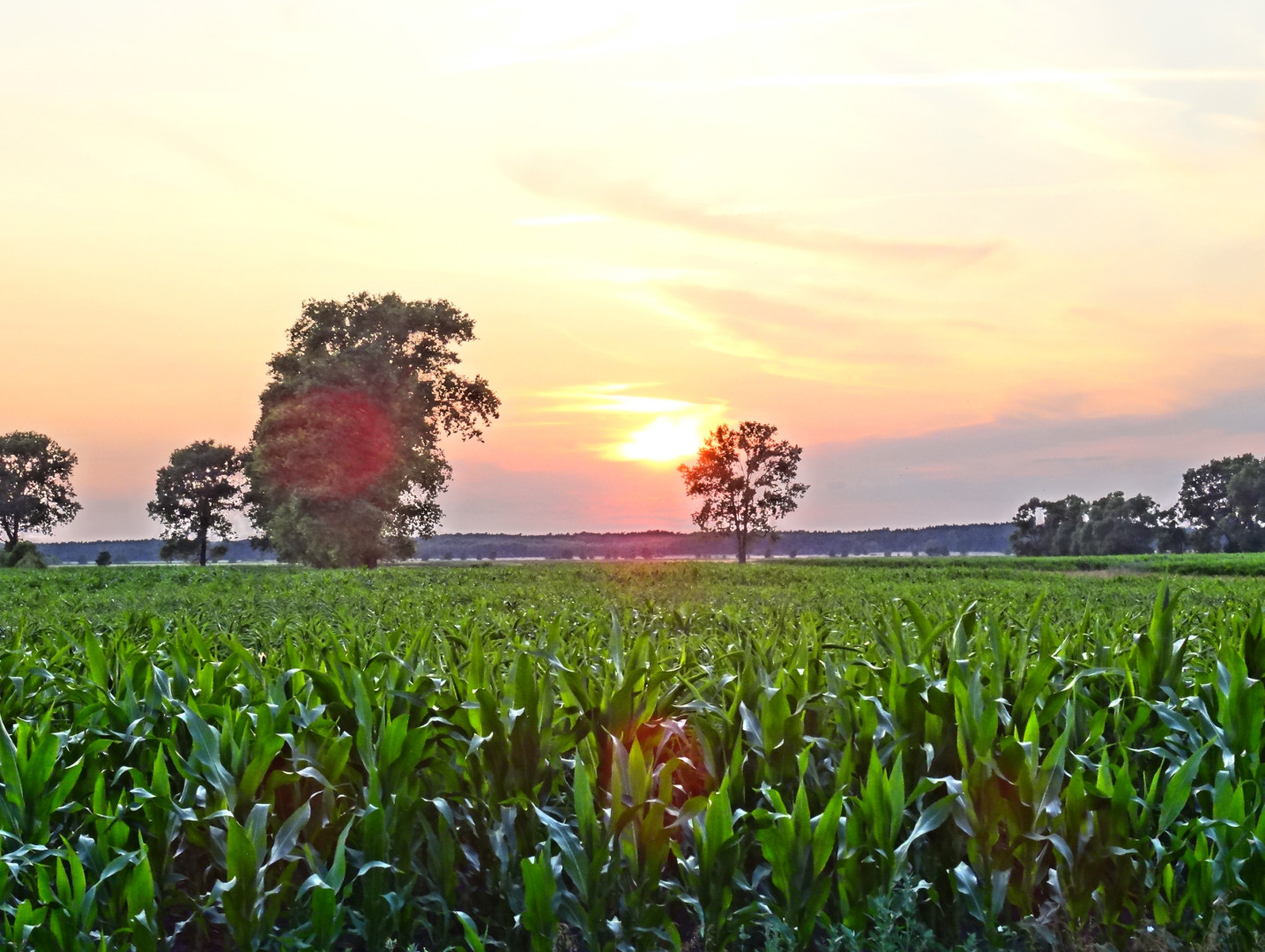
Pola uprawne, dawne mokradło Dziemionna

Dziemionna – wieś w Polsce położona w województwie kujawsko-pomorskim, w powiecie bydgoskim, w gminie Nowa Wieś Wielka.
W latach 1950–1998 miejscowość administracyjnie należała do województwa bydgoskiego.

## Położenie
Dziemionna usytuowana jest na południowy wschód od Nowej Wsi Wielkiej na wschodnim skraju dawnych mokradeł zwanych Dziemionna (niem. Dzimiona Bruch). Od wschodu do miejscowości przylega pas lasu, przez który przebiega droga krajowa nr 25 Bydgoszcz-Inowrocław oraz linia kolejowa nr 131. Miejscowość sąsiaduje od wschodu z Nową Wsią Wielką i Tarkowem Dolnym. Wieś leży w obrębie dużego obniżenia dolinnego odwadnianego na zachodzie przez Noteć (dorzecze Odry) i Zieloną Strugę na wschodzie (dorzecze Wisły). Na południu, już na morenowej Wysoczyźnie Kujawskiej (wzniesionej ok. 10 m wyżej) sąsiaduje wieś Krążkowo.
Pod względem fizyczno-geograficznym leży w obrębie Pradoliny Toruńsko-Eberswaldzkiej w mezoregionie Kotlina Toruńska.

## Charakterystyka
Dziemionna to wieś sołecka usytuowana w południowej części gminy Nowa Wieś Wielka. Zabudowa rozciąga się wzdłuż drogi Nowa Wieś Wielka – Dziemionna – Krążkowo – Pęchowo. Łącznie w sołectwie Dziemionna jest 63 ha gruntów ornych (w tym tylko 4 ha IV klasy bonitacyjnej, pozostałe to V i VI klasa), 175 ha łąk, 8 ha pastwisk, brak lasów. We wsi znajduje się kilka budynków ujętych w ewidencji zabytków, tj. domy mieszkalne przy ul. Polnej (nr 66, 76, 94) i ul. Malinowej (nr 8).
W Dziemionnie istnieje komunalna oczyszczalnia ścieków (mechaniczno–biologiczna) dla gminy Nowa Wieś Wielka. Odbiornikiem wód jest rów melioracji podstawowej w Kolankowie uchodzący do Nowego Kanału Noteckiego.
Na terenie wsi zlokalizowane są dwa nieczynne cmentarze ewangelickie.

## Historia
Historia osadnictwa wsi Dziemionna sięga XIX wieku i związana jest z charakterystycznym dla tego terenu planowym osadnictwem niemieckim. Wsi nie oznaczono na mapie topograficznej Friedricha von Schröttera (1798-1802), która dokumentuje stan w momencie przejścia okolic pod kuratelę Królestwa Prus. W II połowie XIX wieku wieś zwano Minutsdorf.
W styczniu 1920 roku na mocy traktatu wersalskiego miejscowość znalazła się w granicach odrodzonej Polski. Otrzymała polską nazwę Dziemionna, która nawiązywała do nazewnictwa sąsiedniego mokradła z czasów staropolskich. Wieś nadal znajdowała się (do 1954) w powiecie inowrocławskim. W 1934 r. w wyniku reformy administracyjnej włączono ją w skład gminy wiejskiej Złotniki Kujawskie. We wsi istniała czteroklasowa szkoła elementarna z niemieckim językiem wykładowym.
Po wojnie zamordowani Polacy ze wsi: Dziemionna, Jakubowo, Januszkowo, Krążkowo, Prądocin i Tarkowo zostali po ekshumacji pochowani na cmentarzu w Lisewie Kościelnym, gdzie w 1965 r. wystawiono im pomnik.
W latach 1945–1954 Dziemionna była gromadą wiejską wchodząc w skład gminy Złotniki Kujawskie. W 1948 r. posiadała powierzchnię 186 ha i zaludnienie 278 osób. W 1947 roku w dyskusjach na temat nowego podziału administracyjnego przedstawiciele wsi opowiadali się za pozostawieniem ich w granicach terytorialnych gminy Złotniki Kujawskie, co motywowane było związkami gospodarczymi i rzeczowym traktowaniem mieszkańców przez władze gminne. Gminna Rada Narodowa w Złotnikach Kujawskich podjęła jednak uchwałę, aby odstąpić Dziemionnę nowo tworzonej gminie Nowa Wieś Wielka podobnie jak kilka innych wsi. Po reformie administracyjnej z 25 września 1954 r. miejscowość znalazła się jako jedno z 16 sołectw w gromadzie Nowawieś Wielka.
W 1946 roku we wsi istniała jednoklasowa szkoła powszechna z mieszkaniem służbowym dla nauczyciela. Do 1961 r. była to szkoła pełna, realizująca program 7 klas, po czym placówkę zlikwidowano, a dzieci ze wsi skierowano do obwodu szkolnego w Nowej Wsi Wielkiej.
13 lutego 1974 r. mocą uchwały Gminnej Rady Narodowej przejściowo zlikwidowano sołectwo Dziemionna i włączono do sołectwa Nowa Wieś Wielka. Stan poprzedni przywrócono 9 grudnia 1987 r. reaktywując sołectwo Dziemionna.
W latach 1958–1961 wieś została zelektryfikowana. W 1964 r. w ramach czynu społecznego utwardzono drogę do Nowej Wsi Wielkiej, a w 1966 roku wprowadzono oświetlenie uliczne. W 1978 r. rozpoczęto budowę wodociągu, a rok później pokryto asfaltem drogę Dziemionna – Nowa Wieś Wielka.
W 1993 r. oddano do użytku gminną oczyszczalnię ścieków w Dziemionnie, a w latach 2001–2002 wieś została skanalizowana.

## Statystyka
Poniżej podano wybrane informacje statystyczne dotyczące wsi Dziemionna na podstawie Banku Danych Lokalnych GUS.
Narodowy Spis Powszechny 2002 wykazał, że we wsi Dziemionna mieszkało 428 osób w 145 gospodarstwach domowych. Wykształcenie wyższe lub średnie posiadało 24% populacji. We wsi znajdowało się 100 budynków z 128 mieszkaniami. 31% mieszkań zostało wzniesionych przed 1945 rokiem, a 43% w latach 1989–2002.
Narodowy Spis Powszechny 2011 odnotował 611 mieszkańców Dziemionny. W 2013 r. działalność gospodarczą prowadziło 63 podmiotów, w tym 3 spółki handlowe (1 z udziałem kapitału zagranicznego). Tylko jedna firma zatrudniała ponad 10 osób. W latach 2008–2013 oddano do użytku 51 mieszkań – wszystkie w budownictwie indywidualnym. Stanowiło to 13% nowych mieszkań wzniesionych w tym czasie w całej gminie Nowa Wieś Wielka.